# Bruno Giorgi (beeldhouwer)
Bruno Giorgi (Mococa, 13 augustus 1905 – Rio de Janeiro, 1993) was een Braziliaanse beeldhouwer.

## Leven en werk
Giorgi werd geboren in Mococa in de Braziliaanse staat São Paulo als zoon van Italiaanse ouders. In 1911 keerde de familie Giorgi terug naar Italië en vestigde zich in 1913 in Rome. Van 1920 tot 1922 studeerde Giorgi beeldhouwkunst. Hij was betrokken bij de antifascistische beweging, werd in 1931 gearresteerd en tot zeven jaar gevangenisstraf veroordeeld. Vier jaar later, in 1935, werd hij, na bemiddeling van de Braziliaanse ambassadeur, uitgewezen naar Brazilië.
In 1937 trok hij naar Parijs, waar hij studeerde, bij Aristide Maillol, aan de Académie de la Grande Chaumière en de Académie Ranson. In 1939 keerde hij weer terug naar Brazilië en hij vestigde zich in São Paulo. Op uitnodiging van minister Gustavo Capanema, startte hij in 1943 een atelier, waar hij jonge kunstenaars opleidde (onder anderen Francisco Stockinger), in het voormalige Hospício da Praia Vermelha in Rio de Janeiro. Zijn figuratieve werk werd begin zestiger jaren abstracter. Met de Braziliaanse architect Oscar Niemeyer werkten hij en Alfredo Ceschiatti als beeldhouwers samen bij de realisering van diverse projecten in de nieuwe hoofdstad Brasília.

## Werken (selectie)
- As Amígas (1940)
- Mulata (1941)
- Banhista No.2 (1942)
- Monumento à Juventude Brasileira (1947), Ministério da Educação e Saúde (thans het Palácio Gustavo Capanema) in Rio de Janeiro
- Prometeu Acorrentado (1948)
- Fiandeira (1950)
- Guerreiro (1950)
- Bucólica (1951)
- São Jorge (1953)
- Orfeu (1958)
- Os Guerreiros of Os Candangos (1960), Praça dos Três Poderes in Brasília
- Meteoro (1967), Ministério das Relações Exteriores in Brasília
- São Francìsco (1974)
- Condor (1978), Praça da Sé in São Paulo
- Construção (1979)
- Teorema (1987/88), Praça de Afandega in Porto Alegre
- Integração (1989) - Memorial da América Latina, Pavilhão da Criatividade "Darcy Ribeiro" in São Paulo
- Dinanismo Olímpico, Brasília

## Fotogalerij

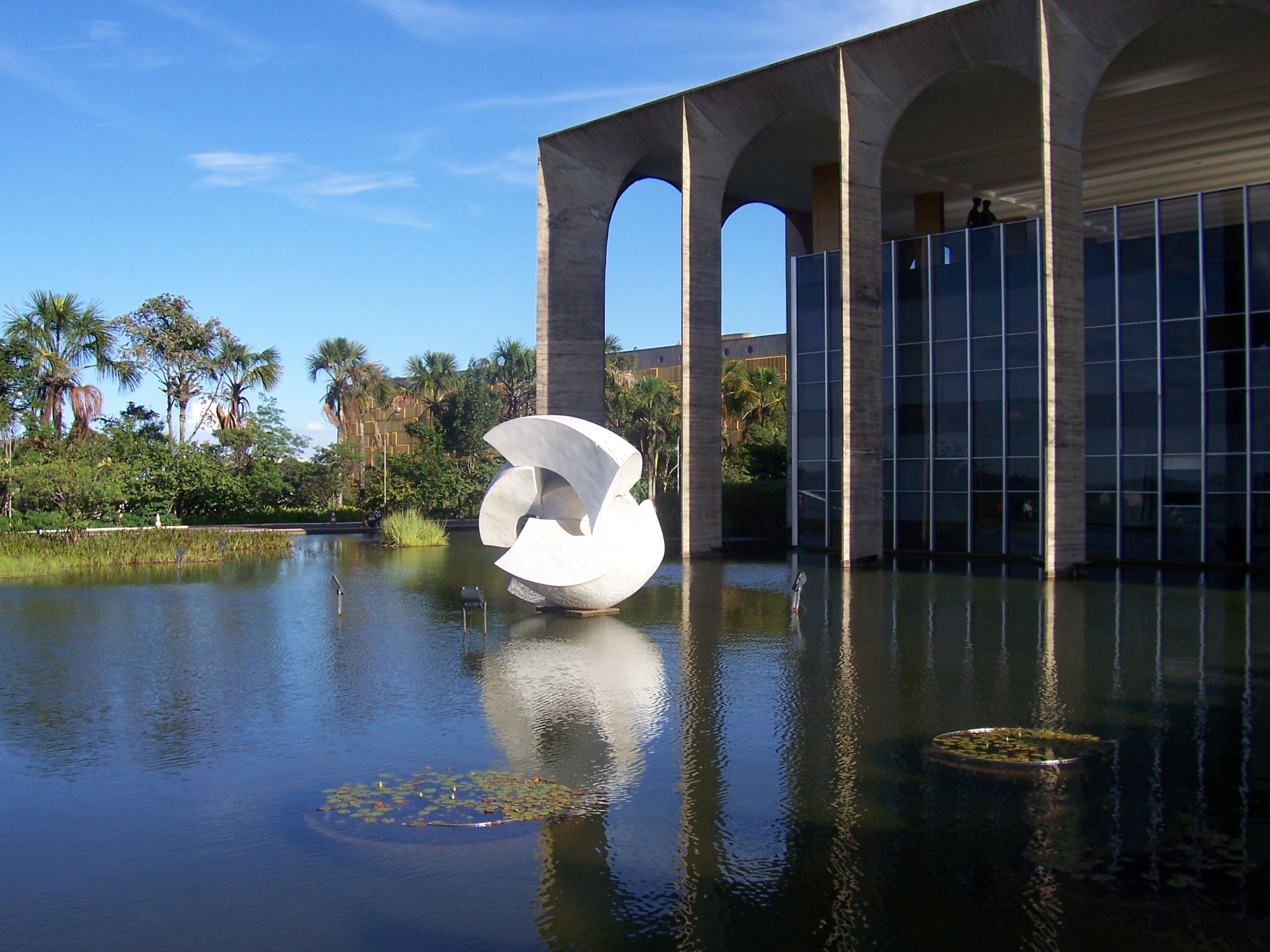
Meteoro (1967)
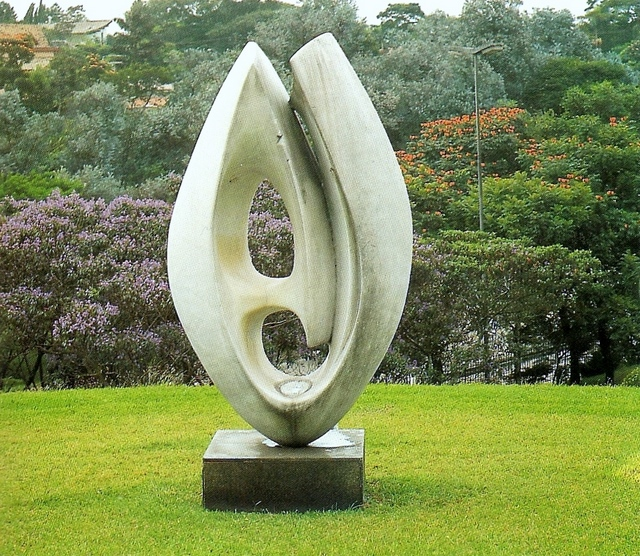
Sculptuur (1970)
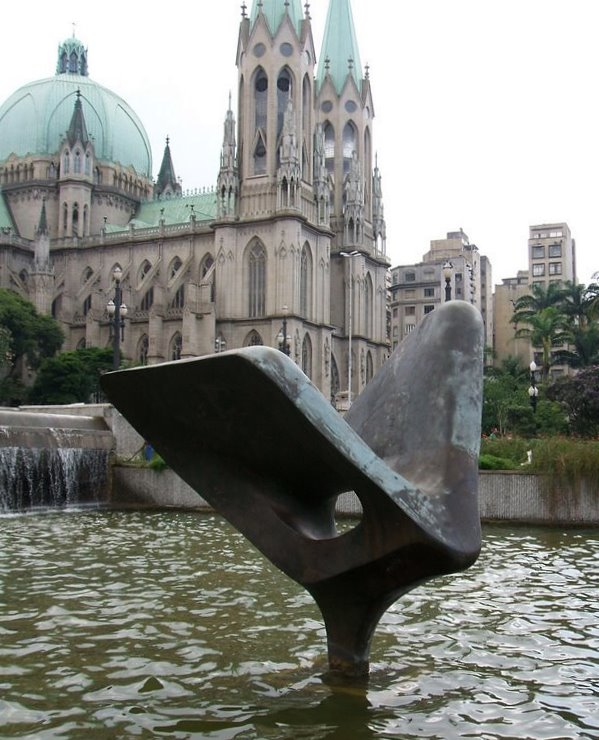
Condor (1978)
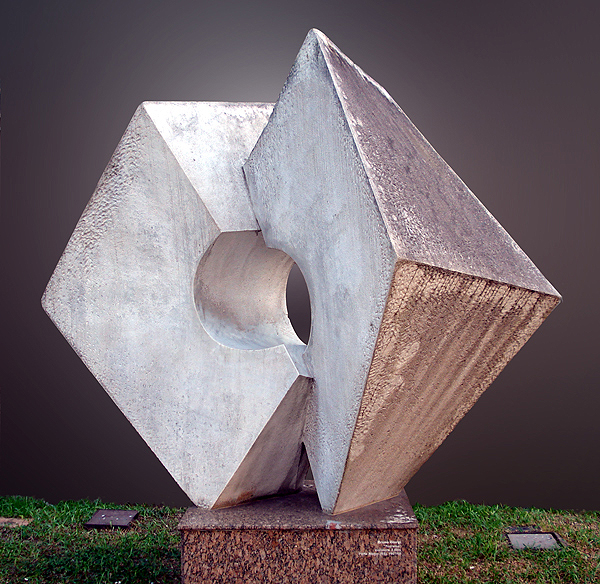
Teorema (1987/88)
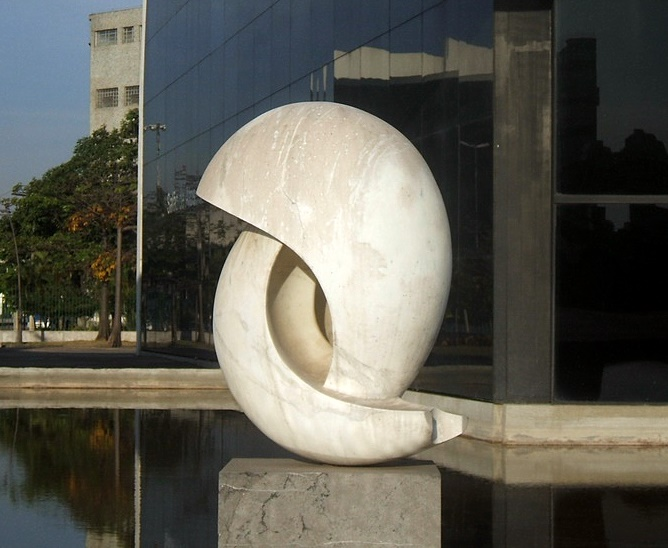
Integração (1989)
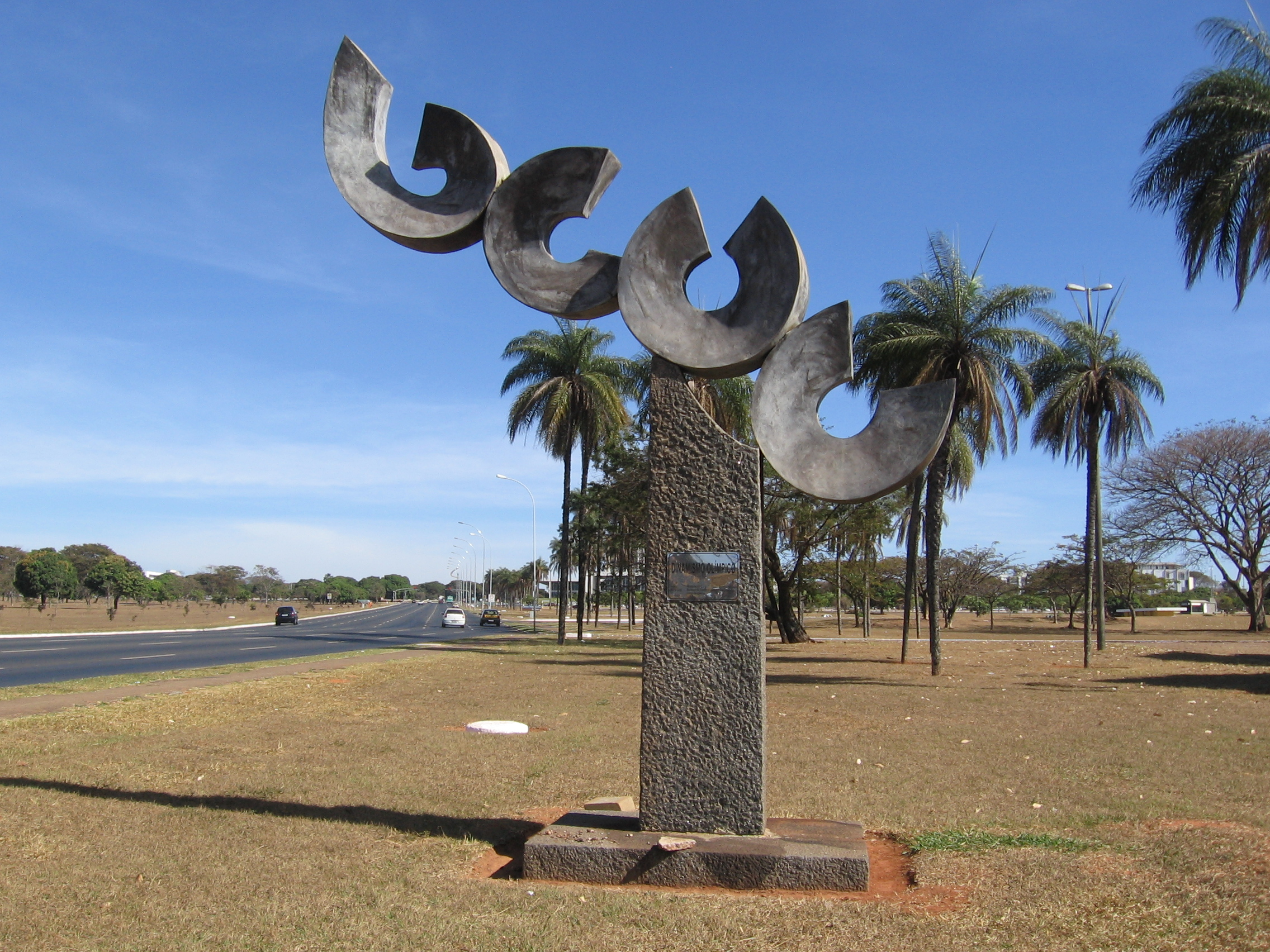
Dinanismo Olímpico